# Кошанапу
Кошанапу — река в России, протекает в Агульском районе Республики Дагестан. Длина реки составляет 22 км. Площадь водосборного бассейна — 106 км².
Начинается на западных склонах реки Джуфудаг. От истока течёт на юг через села Буршаг, Арсуг, Худиг, Кураг, Яркуг. Устье реки находится в 50 км по левому берегу реки Чирагчай напротив села Дулдуг.
Основной приток — река Цудухрух, впадает справа.

## Данные водного реестра
По данным государственного водного реестра России относится к Западно-Каспийскому бассейновому округу, водохозяйственный участок реки — Самур. Речной бассейн реки — Терек.
Код объекта в государственном водном реестре — 07030000412109300002682.